# Ernesto Torrealba
Luis Ernesto Torrealba Contreras (1894-1927 o 1928) fue un profesor, escritor y crítico chileno.

## Biografía
Nació el 18 de febrero de 1894 en calle Tocornal, Santiago de Chile, provincia de Santiago. Hijo Miguel Ramón Torrealba Valenzuela y Anatilde Mercedes Contreras Valenzuela (hermana de Francisco Contreras Valenzuela, también escritor, fallecido en París).
Estudió francés en Santiago. Fue profesor y mentor de Pablo Neruda (quien dedicó su premio Nobel "a mi profesor de francés que ya está en el cielo") y de toda una generación de poetas y escritores chilenos. Se casó en París con Maria Moreira Dias Lima (Nenê), la que luego de quedar viuda contrajo segundo matrimonio en Brasil con Hermes Lima, siendo primera dama de aquel país. Ernesto tuvo un hijo con Nenê, Gonçalo Torrealba, que nació el 14 de octubre de 1926. Ernesto Torrealba falleció en Santiago, con apenas 33 años, en 1927 o 1928.
Entre sus obras destacan "París sentimental y Pecador" (1925) y "En el País de la Esmeralda: crónicas de Holanda" (1926). En París, Francia, se editó en 1927 el libro "Estampas prohibidas".